# Mamadou Bagayoko (fotbalist)
Mamadou Bagayoko (n. 31 decembrie 1989, Abidjan, Coasta de Fildeș) este un fotbalist ivorian liber de contract, care joacă pe post de fundaș. Pe plan internațional, are prezențe la națională pentru Coasta de Fildeș U23⁠(d).